# Speonomus aritzensis
Speonomus aritzensis es una especie de escarabajo del género Speonomus, familia Leiodidae. Fue descrita por René Gabriel Jeannel en 1911. Se encuentra en Cerdeña. 